# Oberliga Westfalia
La Oberliga Westfalia es una de las 14 ligas regionales de fútbol que conforman la Oberliga, la quinta división del fútbol alemán.

## Historia
Fue creada en el año 1978 como la liga de fútbol aficionado más importante de la región del Norte de Rhine-Westfalia, aunque la liga había desaparecido en el año 2008 para ser reemplazada por la NRW-Liga, refundada en el 2012 debido a las reformas en la liga.

### Origen
La liga había sido creada con un objetivo específico: el campeón ascendía directamente a la 2. Bundesliga Nord por 18 equipos de la región bajo el nombre Amateur-Oberliga Westfalen hasta que en 1994 adoptaron su nombre actual.

## Equipos Fundadores
Estos fueron los 18 equipos que disputaron la primera temporada de la liga en 1978:
| - SC Herford - 1. FC Paderborn - VfB Rheine - TuS Schloß Neuhaus - SV Ahlen - Bünder SV | - SV Emsdetten - SV Beckum - DJK Gütersloh, (El DJK Gütersloh se fusionó con el Arminia Gütersloh para crear al FC Gütersloh en 1978) - TSG Harsewinkel - SpVgg Erkenschwick - VfL Gevelsberg | - Sportfreunde Siegen - Hellweg Lütgendortmund - SuS Hüsten 09 - SV Holzwickede - Eintracht Recklinghausen - VfB Altena |

## Ediciones Anteriores

### Liga Original de 1978 a 2008
| Temporada | Club               |
| --------- | ------------------ |
| 1978-79   | SC Herford         |
| 1979-80   | SpVgg Erkenschwick |
| 1980-81   | 1. FC Paderborn    |
| 1981-82   | TuS Schloß Neuhaus |
| 1982-83   | Eintracht Hamm     |
| 1983-84   | FC Gütersloh       |
| 1984-85   | Eintracht Hamm     |
| 1985-86   | ASC Schöppingen    |
| 1986-87   | SpVgg Erkenschwick |
| 1987-88   | Preußen Münster    |
| 1988-89   | Preußen Münster    |
| 1989-90   | Arminia Bielefeld  |
| 1990-91   | SC Verl            |
| 1991-92   | Preußen Münster    |
| 1992-93   | Preußen Münster    |

| Temporada | Club                 |
| --------- | -------------------- |
| 1993-94   | SC Paderborn 07      |
| 1994-95   | FC Gütersloh         |
| 1995-96   | LR Ahlen             |
| 1996-97   | Sportfreunde Siegen  |
| 1997-98   | Borussia Dortmund II |
| 1998-99   | VfL Bochum II        |
| 1999–2000 | VfB Hüls             |
| 2000-01   | SC Paderborn 07      |
| 2001-02   | Borussia Dortmund II |
| 2002-03   | FC Schalke 04 II     |
| 2003-04   | Arminia Bielefeld II |
| 2004-05   | SG Wattenscheid 09   |
| 2005-06   | Borussia Dortmund II |
| 2006-07   | SC Verl              |
| 2007-08   | Preußen Münster      |

### Desde 2012
The league champions and runners-up from 2012 onwards:
| Temporada | Campeón              | Subcampeón         |
| --------- | -------------------- | ------------------ |
| 2012-13   | SV Lippstadt 08      | SG Wattenscheid 09 |
| 2013-14   | Arminia Bielefeld II | SV Rödinghausen    |
| 2014-15   | TuS Erndtebrück      | Rot-Weiß Ahlen     |

Fuente: